# Mănăstirea Sfânta Vineri din Iași
Mănăstirea Sfânta Vineri din Iași a fost o mănăstire ortodoxă construită la începutul secolului al XVII-lea și demolată ulterior, din cauza stării avansate de degradare, în 1879. Biserica mănăstirii a fost ctitorită de Nistor Ureche, mare vornic al Țării de Jos, tatăl lui Grigore Ureche. Acesta a cumpărat terenurile din jur și a edificat mănăstirea care în 1610 a fost închinată ca metoh al Mănăstirii Sfânta Ecaterina de la Muntele Sinai. Cutremurul din 1802 a determinat avarii importante care au fost reparate în 1806, slujbele fiind celebrate până în 1860. În 1874 biserica a fost distrusă parțial din cauza unui incendiu, iar în timpul Războiului de Independență a fost tranformată în depozit de medicamente al armatei ruse, situație care a accentuat degradările. În lipsa fondurilor necesare pentru reparații, biserica și clădirile aferente au fost demolate în 1879, pe o parte a locului fostei mănăstiri instalându-se noile spații comerciale ale Pieței Sfânta Vineri, între care Hala de zid și fier.

## Începuturile
Ulița Sfânta Vineri, care lega Palatul Domnesc cu Ulița Albă, era, la sfârșitul secolului al XVI-lea și începutul secolului al XVII-lea, o zonă centrală a târgului Iașilor și una din principalele sale zone comerciale. Pe această uliță exista o biserică mai veche, din lemn, cu hramul Sfânta Paraschiva (Sfânta Vineri), biserică înălțată de „marele ctitor Samson”. Nistor Ureche, mare vornic al Țării de Jos, tatăl lui Grigore Ureche, a obținut întâi de la Samson și ulterior de la moștenitoarele acestuia, Agafia Samsonova și fiicele Tecla, Marica și Nastasia, permisiunea de a transfera vechea biserica de lemn în Târgul de sus pentru a construi o nouă biserică din piatră.
La începutul secolului al XVII-lea, Nistor Ureche cumpără terenurile din jur „[…] pentru lărgirea locului sfintei biserici dinspre toate părțile și mai întâi în fruntea târgului, cu locuri de dughene, și le-a îngrădit cu garduri tari” și construiește o nouă biserică din piatră. Construirea de prăvălii la stradă, chiar și de biserici sau mănăstiri, era o practică frecventă, ea permițând obținerea de venituri importante prin închirierea dughenelor negustorilor pământeni sau venetici. 
Vechea biserică de lemn, mutată în mahalaua Măjilor din Târgul de Sus, a fost sfințită cu hramul Tăierea Capului Sfântului Ioan Botezătorul, „ca să fie iarăși pomană vechilor ctitori”. Este de remarcat că Sfântul Ioan Botezătorul este și patronul mănăstirii Secu, o altă ctitorie a vornicului Ureche. Pe locul biserici de lemn Miron Barnovschi a început zidirea unei biserici care va fi însă terminată de Vasile Lupu și sfințită la 9 noiembrie 1635 cu același hram.
În 1610, printr-un act datat la 21 decembrie, domnul Moldovei Simion Movilă a închinat mănăstirea Sfânta Vineri ca metoh al Mănăstirii Sfânta Ecaterina de la Muntele Sinai „cu toate câte trebuie în ea și cu dughenele și cu toate câte se văd și cu viile și satele și vitele și cu toate câte trebuie unei sfinte mănăstiri”. Închinare a fost făcută cu încuviințarea ctitorului, Nistor Ureche, și a unor înalte fețe bisericești: mitropolitul Moldovei Anastasie Crimca (1608-1629), episcopii Mitrofan al Romanului, Efrem al Rădăuților și Iosif al Hușilor.
„Intru aceasta, au venit înaintea domniei mele călugării dela sfânta mânăstire a muntelui Sinai și cu mare plângere și jalbă și s'au plâns domniei mele de lipsurile pe care le suferă în aceste crunte vremuri din urmă schiturile de pe toată fața pământului și nevoindu-se, cum ar fi cu putință să ție și încă acea sfântă și mare mânăstire împărătească a binecinstitorului și sfântului împărat Iustinian cel Mare, pe care a făcut-o în pustie, în muntele Sinai, cel de nepătruns, unde dumnezeu cel atotputernic prin tainica arătare, pentru iubirea de oameni și pentru precugetata slobozire din munci a neamului evreiesc s’a arătat în rug lui Moisi, văzătorul de dumnezeu unde și legea a dată de dumnezeu prin Moisi vechiului Israel, ca să nu se spună că, în zilele noastre, acel sfânt loc, se pustiește crunt și ca să nu dispară acea comoară de mult preț și bogăție a credinței creștinești și nici să fie la nesfârșit în nevoie acel sfânt loc, căruia în fiecare zi și ceas i se întâmplă primejdii și năpaste dela blestemații Saracini și mai ales din nou dela Agarenii fără dumnezeu. Și la aceasta, cu plângerea și jeluirea lor, din cauza acestor nenorociri, au căzut cu fețele la pământ înaintea doniei mele, rugându-mă ca domnia mea să am a îndemna pentru iubirea de dumnezeu, pe mai sus scrisul nostru credincios și cinstit boier, pan Nistor Ureche mare vornic, ca să facă acea sfântă biserică, mănăstire și metoh sfintei, marii mănăstiri a Sinaiului, ca să aibă cu mila lui dumnezeu a câștiga din mâinile milostivului lui și din mila lui câte ceva bun și milostenii de pe la creștini înspre ajutorarea și întărirea acelui sfânt loc, zicând că și domniei mele îi va fi mare pomenire, pentru această binefacere.

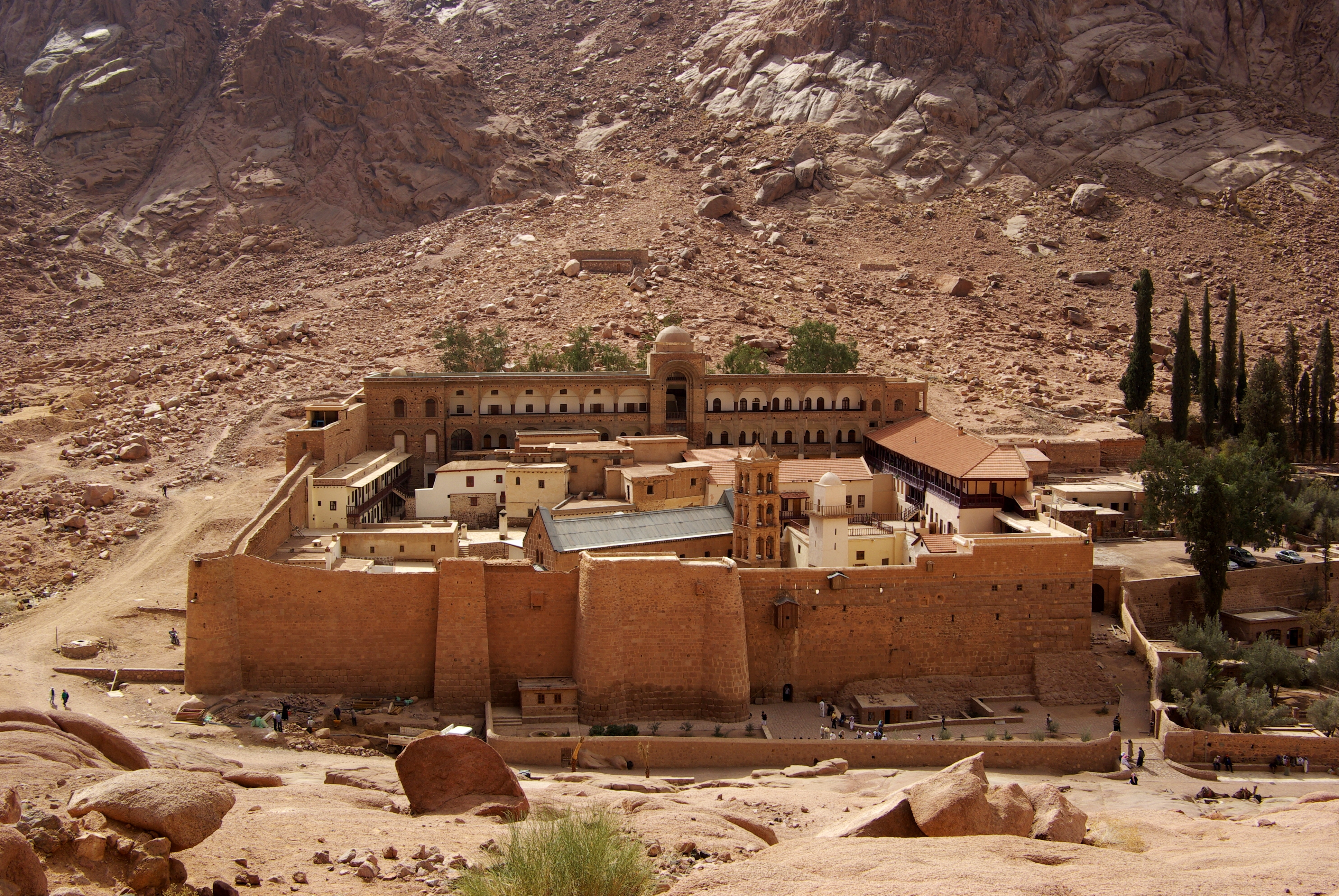
Mănăstirea Sfânta Ecaterina de la Muntele Sinai.

Pentru aceia, domnia mea, pentru plângerea lor adevărată și ruga lor cea cu lacrimi și cuvântul lor adevărat, despre nenorocirile acelui sfânt și dumnezeiesc loc m'am întristat foarte. Pentru aceasta toate, am chemat pe mai sus scrisul credincios și cinstit boier al nostru și i-am pomenit milostivirii lui marea jăluire și rugăminte, pe care cu plângere au făcut-o acei părinți înaintea domniei mele și l-am îndemnat, pentru harul și bunătatea lui dumnezeu spre miluirea acelui sfânt loc. Și el, iubitor de dumnezeu și milostiv și având din vechea bună osârdie sfânta mănăstire a sinaiului, a fost ascultător, în totul, bunului nostru sfat și săritor la cererea de binefacere, cu harul dumnezeiesc. ”— Documente privind istoria României: Moldova, vol. 8, Editura Academiei Republicii Populare Române, 1953, p. 337.

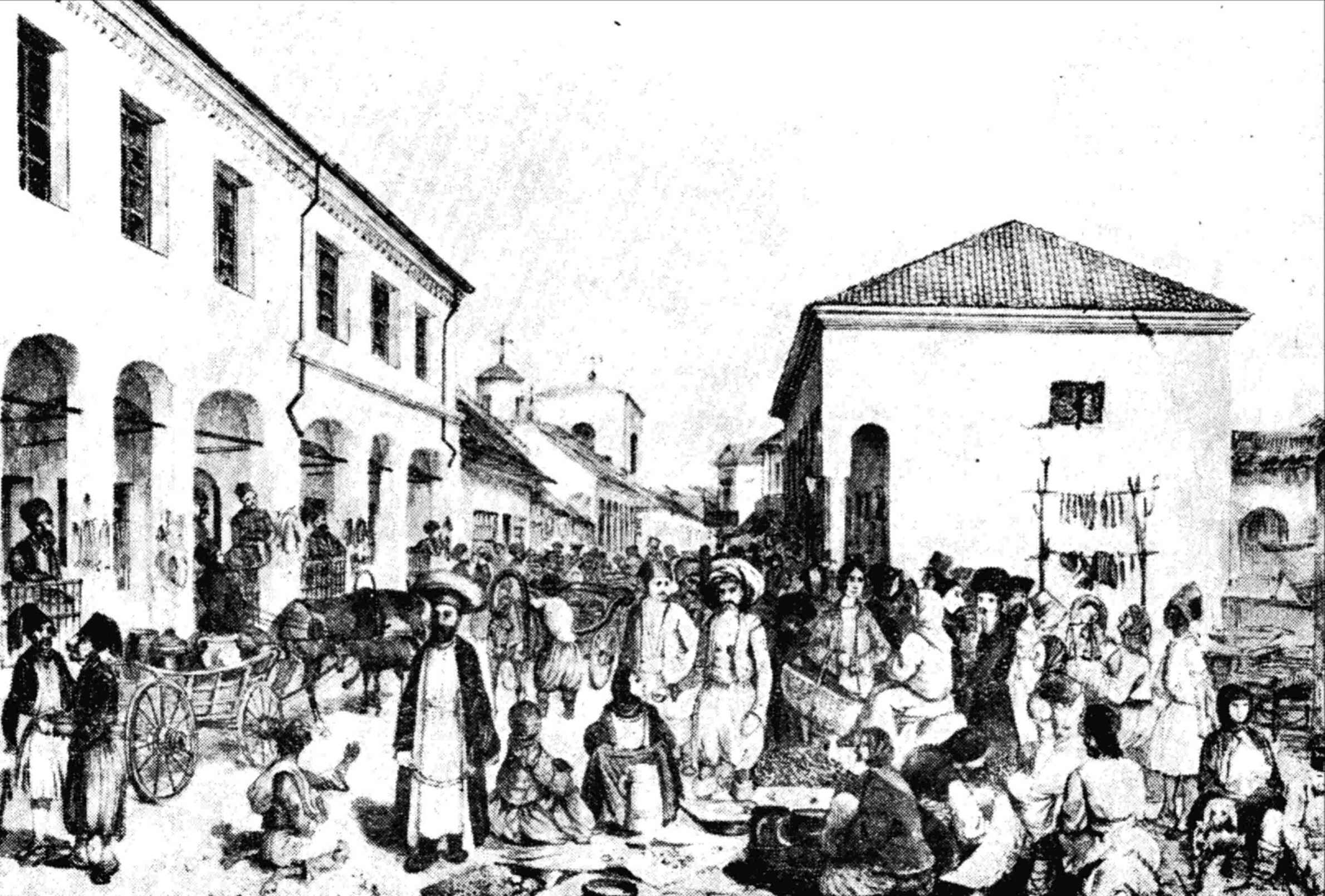
Ulița Sfânta Vineri, litografie din 1845 după un desen de J. Rey. În partea dreaptă se observă actuala Casă Dosoftei (casa cu arcade) iar în fundal turlele Mănăstirii Sfânta Vineri.

Una din puținele descrieri păstrate ale acestei mănăstiri este cea făcută de Paul de Alep în 1655 care spune că a văzut „o biserică frumoasă” și că „fiecare iconostas are icoana Sfintei Ecaterina și celelalte icoane. Ușile altarului și chipurile apostolilor au fost făcute în Rusia. Pe zidul ușii bisericii se văd picturi înfățișând muntele lui Dumnezeu, muntele Sinai, mănăstirea, muntele lui Moise, unde acesta a vorbit cu Creatorul, muntele Sfintei Ecaterina și celelalte mănăstiri din acest ținut, cu beduini și altele de acest fel. Ai crede că vezi aceste locuri aievea”.
Generațiile următoare ale neamul Urecheștilor au rămas atașate mănăstirii, făcând în continuare danii și preocupându-se de bunăstarea ei. Astfel, Gheorghiță spătarul, un stră-strănepot al lui Nistor Ureche, care deja donase mănăstirii satul Ciulești, la plecarea sa în Rusia după mazilirea lui Antioh Cantemir, va lăsa lui Neofit, egumenul mănăstirii, lucruri de preț și cărți: „una carte Sfada lumii cu înțăleptul (Divanul lui Dimitrie Cantemir), una Psaltire de a lui Dosoftei mitropolitul (Psaltirea în versuri), nouă cărți de beserică, una liturghie tîlcovană, una păreche călămări cu sidefuri, de masă”.

## Averile mănăstirii
Ctitorii și diverșii donatori au înzestrat mănăstirea cu numeroase cărți, obiecte și proprietăți: sate, vii, vitele și heleștee. Printre proprietățile funciare ale mănăstirii, pe lângă terenurile din jurul mănăstirii, mai pot fi menționate satele Ciulești (danie a spătarului Gheorghiță) și Ulmi din ținutul Hârlăului precum și „o giumătate de hăleșteu din Brătulești, mai gios de toate hălășt(eiele) a Brătuleștilor”. Pentru a mări veniturile obținute de mănăstire, Miron Barnovschi și, ulterior, Alexandru Iliaș au scutit de dări satul Ulmi și au precizat că toate veniturile trebuiau date egumenului mănăstirii pentru a le trimite mănăstirii din Sinai.
Dar cea mai remarcabilă așezare închinată Mănăstirii Sfânta Vineri a fost satul Chișinăului. În 1617, marele vistiernic Constantin devine proprietarul satului „Chișinăul pre Bâcu”; mai târziu acesta trece în stăpânirea Mănăstirilor Sfânta Vineri și Balica (Mănăstirea Frumoasa) după cum menționează un document emis de Vasile Lupu la 6 august 1641: „călugărilor de la sfânta mănăstire de la Sfânta Vineri și de la mănăstirea Balicăi, ca să fie tari și puternici cu cartea domniei mele a lua a zecea din toată pâinea și din fân, și din legumi și din tot venitul la sat la Chișinău.” Satul rămâne în stăpânirea acestor două mănăstiri până în a doua jumătate a secolului al XVIII-lea când trece în stăpânirea mănăstirii Galata.

## Sfârșitul
Cutremurul din 1802 a determinat avarii importante care au fost reparate în 1806, slujbele fiind celebrate până în 1860. Absența fondurilor a făcut însă ca starea bisericii să se degradeze astfel încât către jumătatea secolului al XIX-lea biserica ajunsese o ruină. Consiliului comunal a intervenit de mai multe ori (1867, 1872) pe lângă Ministrul de Interne și Cultelor și Ministrul Instrucțiunii Publice pentru aloca fondurile necesare restaurării lăcașului de cult. Ministerul Cultelor a motivat imposibilitatea executări reparațiilor prin absența fondurilor necesare și a amânat lucrările la o dată ulterioară. În același timp însă, guvernul a demarat lucrările de modernizare a medanului alăturat planificând construirea unei hale de zid și fier pentru care au fost realizate exproprieri de terenuri, inclusiv dintre cele aflate în proprietatea mănăstirii. Noua hală a fost inaugurată în 1873, activitatea comercială contribuind la accentuarea degradării bisericii care nu era separată de terenul cu activitate comercială.

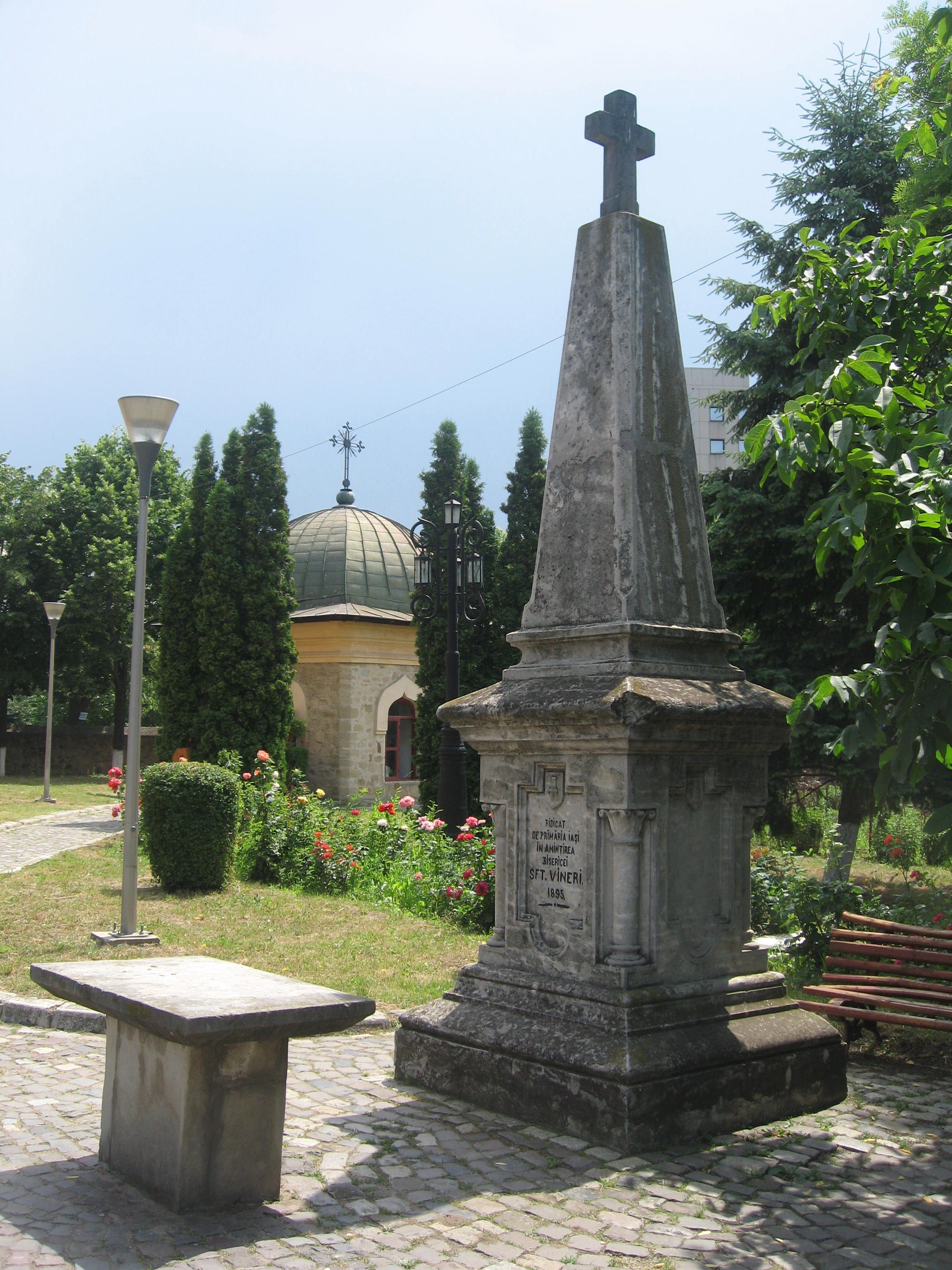
Monumentul ridicat pe locul altarului și sfintei mese, mutat în 1980 în incinta Bisericii Bărboi.

În 1874 un incendiu a accentuat starea precară a bisericii, Nicolae Gane, primar al Iașului, somând Ministrul de Interne să ia o decizie „căci în starea ei actuală nu mai poate exista o asemenea ruină lângă edificiul halei, unde publicul circulă zilnic”. În februarie 1877 Ministerul Cultelor și Instrucțiunii Publice a aprobat demolarea, nu înainte însă înainte de a se ridica planurile bisericii și de a se realiza toate operațile cerute de regulilor și canoanelor bisericești: inventarierea obiectelor, mobilierului și podoabelor și realizarea unui monument de zid cu o cruce deasupra pe locul altarului și sfintei mese (cruce mutată în 1980, odată cu construcția noii hale, în incinta bisericii Bărboi din apropiere). Ștefan Emilian, profesor la Universitatea din Iași, a realizat planul bisericii, din această epocă rămânând și singura fotografie cunoscută a acesteia.
Biserica a devenit în mod provizoriu, din septembrie 1877 și până în martie 1878, depozit pentru materiale farmaceutice al armatei ruse, perioadă în care starea ei s-a degradat și mai mult și au disprut unele podoabe. În 1878 a început dezafectarea cimitirului în care fuseseră îngropați, printre alții, Tudosia (decedată în 1775), soția marelui spătar Ioniță Cuza, străbunicul lui Alexandru Ioan Cuza, și poetul georgian Besarion Zaharievici Gabașvili, mort în Iași, la 24 ianuarie 1791, a cărui piatră funerară se află acum la Muzeul de istorie din Iași. Oasele au fost transferate la cimitirul Galata iar unele pietre funerare au fost depozitate în diferite locuri, unele dintre ele la Golia, în posesia Muzeului Municipal, și apoi transferate la Muzeul de istorie al Moldovei.
Demolarea a început în 1879 și s-a încheiat în 1880. Materialele rezultate din demolare au fost reutilizate, între altele, pentru construirea bisericii din comuna Bucium.

## Legături externe
- Nicolae Pintilie, „Biserica Sfintei Parascheva de pe Medean”, pagină pe situl Doxologia. Pagină accesată la 2 noiembrie 2013.